# Grotte des Ménieux
La grotte des Ménieux située dans la commune d'Édon, entre Angoulême et Périgueux, en Charente, dans la vallée de la Lizonne, fait partie d'une suite de gisements paléolithiques composée de grottes et d'abris sur près d'un kilomètre.

## Localisation
Le site est situé dans une falaise sur la rive concave d'un méandre de la Lizonne, commune d'Édon, en Charente, limitrophe de la Dordogne. Cette commune porte aussi le dolmen de la Gélie, appelé aussi dolmen de la Pierre Rouge ou menhir de la Pierre Debout, site inscrit aux monuments historique et elle est limitée à l'ouest par la Chaussade, l'ancienne voie romaine d'Angoulême à Périgueux, qui rejoignait la voie romaine Saintes-Périgueux après traversé la Lizonne au Pas de Pompeigne

## Historique
Les premières prospections qui débutent en 1869 sont dues à Gustave Chauvet.

## Description

### Grotte principale
La grotte des Ménieux, dite de Gavechou, s'ouvre par un portique large d'environ 12 m. Elle est profonde de 15 m et se prolonge vers l'est par un couloir large de 3 à 4 m et long de 30 m qui s'ouvre dans la prairie à un endroit inondé lors des hautes eaux. Cette grotte a été occupée du Moustérien à l'âge de fer. Gustave Chauvet l'a découverte et fouillée de 1869 à 1894. La terrasse était composée d'un mélange de faune et d'objets d'âges très divers, dents de renne et poteries, flèche à cran du Solutréen et racloirs Moustériens.
Dans la grotte il a relevé cinq couches, avec la couche 2 datant du Solutréen et la couche 3 datant du Moustérien avec des os de bovidés, équidés, renne, hyène et castor. La présence de Périgordien est discutée.
Le couloir a livré une industrie lithique appartenant au Magdalénien ou au Solutréen.
La grotte des Ménieux a aussi livré une mâchoire humaine.

### Abri des Fieux  ou abri de la Cassine
Cet abri a été fouillé par Chauvet en 1897 qui y trouve cinq couches qui y trouve une industrie lithique et un harpon en os poli, puis par Boudineau le maire d'Édon en 1929. Les fouilles sont reprises par Roche en 1951 qui trouve dans la couche supérieure  57 outils du Mésolithique attribuables au Tardenoisien.La couche suivante a livré 124 outils du Sauveterrien (donc entre le Tardenoisien et le Magdalénien). Et la couche inférieure renfermait 303 outils du Magdalénien.
La faune trouvée signe une période de climat tempéré avec la présence du cerf et du castor.

### Petite grotte des Ménieux
Elle a livré une industrie lithique d'apparence magdalénienne.

### Abri de Fontfroide
L'abri de Fontfroide a livré une industrie lithique datée du Paléolithique supérieur Magdalénien et Solutréen.

### La grotte de la Gélie
Le peu d'industrie lithique trouvée date du Paléolithique supérieur.